# São Francisco do Glória (ort)
São Francisco do Glória är en ort i Brasilien.   Den ligger i kommunen São Francisco do Glória och delstaten Minas Gerais, i den sydöstra delen av landet, 800 km sydost om huvudstaden Brasília. São Francisco do Glória ligger 714 meter över havet och antalet invånare är 5 184.
Terrängen runt São Francisco do Glória är huvudsakligen kuperad, men den allra närmaste omgivningen är platt. Runt São Francisco do Glória är det ganska glesbefolkat, med 45 invånare per kvadratkilometer.. São Francisco do Glória är det största samhället i trakten.
Omgivningarna runt São Francisco do Glória är huvudsakligen savann.